# Eleição municipal de Florianópolis em 1976
A eleição municipal de Florianópolis em 1976 ocorreu em 15 de novembro do mesmo ano.
Por imposição legal, Florianópolis se encaixava entre os municípios onde o pleito se restringiu a eleger apenas vereadores, pois nas capitais dos estados, áreas de segurança nacional, instâncias hidrominerais e municípios de territórios federais o titular do Poder Executivo era escolhido indiretamente pelo governador do estado da seguinte forma: nas capitais de estado e estâncias hidrominerais a nomeação dependia de aprovação da Assembleia Legislativa e nas áreas de segurança nacional era necessária a concordância do Presidente da República. Não houve eleições municipais em Brasília e Vila dos Remédios pois as unidades federativas onde estavam situadas tinham governadores nomeados pelo Palácio do Planalto. Previstas para 1980 quando seriam escolhidos os sucessores dos prefeitos, vice-prefeitos e vereadores eleitos em 1976 as eleições foram adiadas devido à aprovação da Emenda Constitucional nº 14 de autoria do deputado Anísio de Sousa (PDS-GO).
Em 1985 houve eleições nos municípios mencionados nas categorias acima e nos criados até 15 de maio daquele ano.
Foi escolhido para o cargo de prefeito o então assessor da Companhia Catarinense de Telecomunicações, mais tarde Telecomunicações de Santa Catarina (Telesc), Esperidião Amin. Natural de Florianópolis, e filho de ex-vereador pela UDN, Esperidião Amin teve apoio de duas das mais importantes oligarquias políticas catarinenses, as famílias Konder e Bornhausen, sendo que, foi através do governador Antônio Carlos Konder Reis, que chegou à prefeitura de Florianópolis ainda no mesmo ano. Em março de 1978, desincompatibilizou-se do cargo de prefeito para disputar uma vaga na câmara dos deputados pela ARENA, conseguindo eleger-se como o deputado mais votado na história de Santa Catarina, com a soma de 72.380 votos.
Ainda passaram pelo cargo de prefeito neste quadriênio os vereadores Nagib Jabor (ARENA) e Almir Saturnino de Britto (PDS). E por fim, Cláudio Ávila da Silva (PDS) assumiu já pelo quadriênio seguinte.
| Vereador eleito                 | Partido | Votação |
| ------------------------------- | ------- | ------- |
| Aldo Belarmino da Silva         | ARENA   | 2.683   |
| Michel Curi                     | ARENA   | 2.229   |
| Pedro Medeiros                  | MDB     | 2.067   |
| Flávio Vieira                   | MDB     | 2.041   |
| Aloísio Acácio Piazza           | MDB     | 1.918   |
| César Filomeno Fontes           | ARENA   | 1.904   |
| Francisco de Assis Filho        | ARENA   | 1.854   |
| Almir Saturnino de Britto       | ARENA   | 1.830   |
| Arno Seara                      | ARENA   | 1.815   |
| Alcino Vieira                   | ARENA   | 1.814   |
| Waldemar Joaquim da Silva Filho | ARENA   | 1.704   |
| José Frederico Peres            | MDB     | 1.679   |
| Edison Andrino                  | MDB     | 1.665   |
| Jerônimo Venâncio Chagas        | MDB     | 1.590   |
| Nagib Jabor                     | ARENA   | 1.523   |
| Afonso Veiga Filho              | MDB     | 1.248   |
| Clodoaldo Amaral                | ARENA   | 1.232   |
| Zany Estael                     | ARENA   | 1.176   |